# Flavia Montes
Flavia Montes Passalacqua (Lima, 22 de noviembre del 2000) es una voleibolista y modelo peruana que juega en la posición central y forma parte de la Selección femenina de voleibol del Perú. Ha integrado las distintas categorías del equipo peruano: Infantil (U16), Menores (U18), Juvenil (U20) y U23. Fue candidata al Miss Perú 2022

## Carrera
Una de las más experimentadas de su categoría. Habiendo participado de dos ediciones de la Copa Panamericana U23 (2016-2018), la Copa Panamericana U20 en Costa Rica 2017, el Mundial U18 en Argentina y el Mundial U20 en México, este 2019 espera afrontar en julio su segundo Mundial U20.

## Clubes
| Club                   | País | Año         |
| ---------------------- | ---- | ----------- |
| Sporting Cristal       | Perú | 2012 - 2017 |
| Sport Real             | Perú | 2019 - 2020 |
| Universidad San Martín | Perú | 2020        |
| Regatas Lima           | Perú | 2021 -2024  |
| Univerdad San Martin   | Perú | 2024        |

## Resultados

### Premios Individuales
- 2015: Mejor Central Campeonato Sudamericano de Voleibol Femenino Sub-16 de 2015 Confederación Sudamericana de Voleibol
- 2016: 2.ª Mejor Central Campeonato Sudamericano de Voleibol Femenino Sub-18 Confederación Sudamericana de Voleibol
- 2018: 2.ª Mejor Central Campeonato Sudamericano de Voleibol Femenino Sub-20 de 2018 Confederación Sudamericana de Voleibol
- 2023: Mejor Central Liga Nacional Superior de Voleibol Femenino 2022-23

### Selección nacional
- 2014:  "Campeona" Campeonato Sudamericano de Voleibol Femenino Pre Infantil de 2014
- 2015:  "Campeona" Campeonato Sudamericano de Voleibol Femenino Sub-16 de 2015
- 2016:  "Subcampeona" Campeonato Sudamericano de Voleibol Femenino Sub-18
- 2016:  "Tercer puesto" Campeonato Sudamericano de Voleibol Femenino Sub-23 de 2016
- 2017: 14° puesto Campeonato Mundial de Voleibol Femenino Sub-20 de 2017
- 2017: 12° puesto Campeonato Mundial de Voleibol Femenino Sub-18 de 2017
- 2017: 5° puesto Copa Panamericana de Voleibol Femenino Sub-20 de 2004
- 2018:  "Subcampeona" Copa Panamericana de Voleibol Femenino Sub-23 de 2018
- 2018:  "Tercer Puesto" Copa Final Four de Voleibol Femenino Sub-20 de 2018
- 2018:  "Tercer Puesto" Campeonato Sudamericano de Voleibol Femenino Sub-20 de 2018
- 2019:  "Tercer Puesto" Copa Panamericana de Voleibol Femenino Sub-20 de 2019

### Clubes
- 2012: 4° puesto Liga Nacional Superior de Voleibol del Perú Categoría Infantil con Club Sporting Cristal (vóley)
- 2013: 5° puesto Liga Nacional Superior de Voleibol del Perú Categoría Infantil con Club Sporting Cristal (vóley)
- 2014:  "Subcampeona" Liga Nacional Superior de Voleibol del Perú Categoría Infantil con Club Sporting Cristal (vóley)
- 2014: 4° puesto Liga Nacional Superior de Voleibol del Perú Categoría Menores con Club Sporting Cristal (vóley)
- 2015: 4° puesto Liga Nacional Superior de Voleibol del Perú Categoría Menores con Club Sporting Cristal (vóley)
- 2015: 5° puesto Liga Nacional Superior de Voleibol del Perú Categoría Juvenil con Club Sporting Cristal (vóley)
- 2016: "Tercera"  Liga Nacional Superior de Voleibol del Perú Categoría Menores con Club Sporting Cristal (vóley)
- 2016: 6° puesto Liga Nacional Superior de Voleibol del Perú Categoría Juvenil con Club Sporting Cristal (vóley)
- 2017: 7° puesto Liga Nacional Superior de Voleibol del Perú Categoría Mayores con Club Sporting Cristal (vóley)
- 2018: 4° puesto Liga Nacional Superior de Voleibol del Perú Categoría Juvenil con Club de Voley Universidad San Martin de Porres
- 2018:  "Campeona" Liga Nacional Superior de Voleibol del Perú Categoría Mayores con Club de Voley Universidad San Martin de Porres
- 2019:  "Campeona" Liga Nacional Superior de Voleibol del Perú Categoría Mayores con Club de Voley Universidad San Martin de Porres
- 2021-22:  "Campeona" Liga Nacional Superior de Voleibol del Perú Categoría Mayores con Club de Regatas Lima (Vóley)
- 2022-23:  "Campeona" Liga Nacional Superior de Voleibol del Perú Categoría Mayores con Club de Regatas Lima (Vóley)
- 2023-24:  "Subcampeona" Liga Nacional Superior de Voleibol del Perú Categoría Mayores con Club de Voley Universidad San Martin de Porres

## Concursos de belleza
- Miss Perú 2022 - No clasificó (fue coronada Miss Orb Internacional Perú)
- Miss Orb Internacional 2022 - Tercera Finalista (4 ª Puesto)